# Скуоле Равиљијано (Терамо)
Скуоле Равиљијано (итал. Scuole Ravigliano) је насеље у Италији у округу Терамо, региону Абруцо.
Према процени из 2011. у насељу је живело 30 становника. Насеље се налази на надморској висини од 96 м.